# ル・ブラン＝メニル
ル・ブラン＝メニル （Le Blanc-Mesnil）は、フランス、イル＝ド＝フランス地域圏、セーヌ＝サン＝ドニ県のコミューン。パリの北東、ブルヴァール・デ・マレショーから約11kmの距離にある。

## 地理
現在は広範囲に都市化されているペイ・ド・フランス地方の南端にあたる。かつてモレー川とモレット川が流れていた（都市化により19世紀に埋め立てられた）。コミューンはスタッド・ド・フランスとシャルル・ド・ゴール空港のほぼ中間に位置している。

## 由来
1060年のフランス王令において、ル・ブラン＝メニルは『白い建物』を意味するMansionale Blavumの名で現れていた。この名前は、家々が石灰岩の石で建てられていたか、製粉を行う水車近くに集落があったために飛び散る粉で家が真っ白になっていたための2説がある。1453年頃にはBlanc Menyと呼ばれ、1775年にはBlanc-mênilに落ち着いていた。
mansionileは低ラテン語で「家のある野原」を意味する。形容詞のblavumとは古フランク語で白を意味する。

## 歴史
1984年、コミューン内で新石器時代のものとされる3つの石斧と燧石が発掘された。2009年には古代の墓が発見され、剣やフィブラが出土した。
フランス王フィリップ1世は、母アンヌ・ド・キーヴが創設したサン＝ヴァンサン・ド・サンリス修道院に、ル・ブラン＝メニルの土地を寄進した。
ジャン2世時代の1353年、この地にノートルダム・ド・ラノンシアション教会（別称Notre-Dame de Blancmesnil）が建てられ、パリの金細工師組合の巡礼地となった（1678年まで教会はあった）。ジャンヌ・ダルクがここの礼拝堂で祈り、教会の付属農園の木の下に座ったという伝説がある。数世紀にわたってこの木はジャンヌ・ダルクの木と呼ばれた。1823年に礼拝堂は壊された。
14世紀初頭、ここは村落であった。領主が所有するマナー・ハウス、コテージ、教会、水車があった。
15世紀、代官シモン・ポティエがル・ブラン＝メニルの荘園を買い、城を建てた。ポティエ＝ブランメニル家が代々封建領土とした。パリ高等法院議長であったギヨーム・ラモワニョン・ド・ブランメニルも領主であった。その後宮廷の官職にあったドレー伯爵が購入したが、フランス革命が起きると伯爵は城を手放した。城は1800年頃に壊された。
革命当時のル・ブラン＝メニルにはわずか15世帯しかなかった。19世紀初頭、小さなル・ブラン＝メニルには教会も墓地もなかった。近隣のオルネー＝スー＝ボワの教会・墓地を利用していた。
1858年に鉄道のパリ＝ソワソン間の建設が始まり、1912年には初めてル・ブラン＝メニル駅ができた。それでも、特に美しい自然を持つわけでもなく、住むに快適な場所ではないといわれていた。
住宅ブームは第一次世界大戦後に起きた。駅に近く空気のいいル・ブラン＝メニルに、家を持ちたい労働者がやってきて新しい村を作ったのである。ル・ブルジェ空港が近いことも幸いした。しかし第二次世界大戦では空港が連合国側の標的となり幾度か空爆に見舞われ、町の大半が破壊された。
フランス第三共和制において長く急進社会主義の時代を経験した。人民戦線政権期には左派政治家が市長となり、バンリュー・ルージュ（Banlieue rouge、左派傾向の強いパリ郊外コミューンの総称）とも呼ばれた。それは労働組合、スポーツクラブや新聞に影響が及び、カトリック教会やブルジョワの後援から若者が離れる原因となった。社会文化的価値観として共産主義が労働者階級において伝統的に浸透している。
パリ郊外の多くのコミューンが同じであったように、2005年パリ郊外暴動事件ではル・ブラン＝メニルでも自動車やバス、トラック、倉庫、体育館が放火された。被害額は公共と民間含め500万ユーロにのぼった。

## 著名な出身者
- リュドヴィク・シルヴェストル：サッカー選手
- ムサ・シソコ：サッカー選手
- ファブリス・エンサカラ：サッカー選手
- ラファエル・ゲレイロ：サッカー選手
- アディル・アウシシュ：サッカー選手

## 姉妹都市
- ペテルゴフ、ロシア
- サンドウェル、イギリス